# Nissan Lafesta
Nissan Lafesta (яп. 日産・ラフェスタ, хэпбёрн Nissan Rafesuta) — компактвэн, производящийся компанией Nissan с сентября 2004 по декабрь 2017 года. Название Lafesta произошло от итальянского слова festa.

## Первое поколение
Первое поколение автомобилей Nissan Lafesta выпускалось с сентября 2004 по декабрь 2012 года с рестайлингом в 2007 году. Автомобиль выпускался на платформе Nissan C, на которой также выпускаются Renault Scenic и Renault Megane. Конкурентами являлись Toyota Isis, Honda Stream, Toyota Wish, Subaru Exiga и Mazda Premacy. В иерархии автомобиль заменил Nissan Avenir.

### Галерея

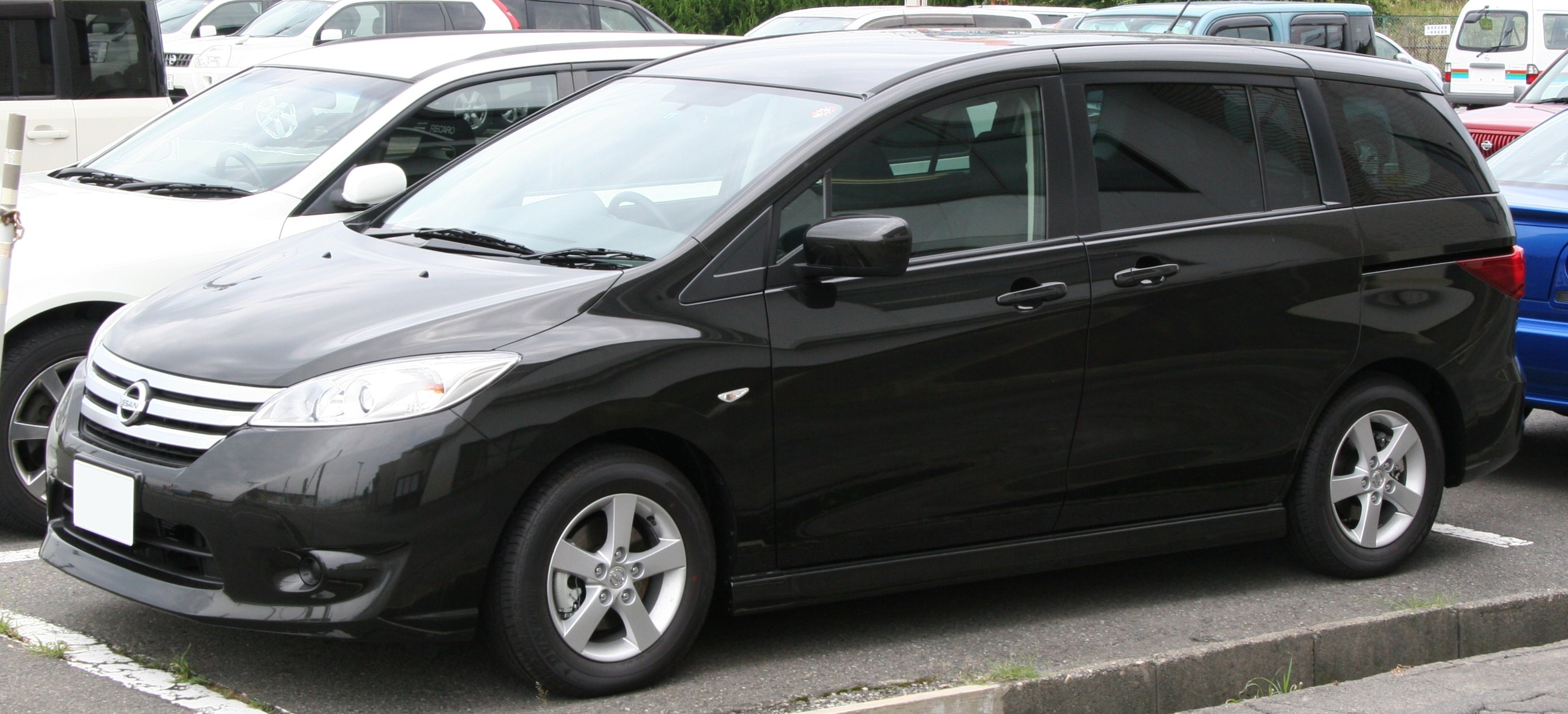
Вид спереди
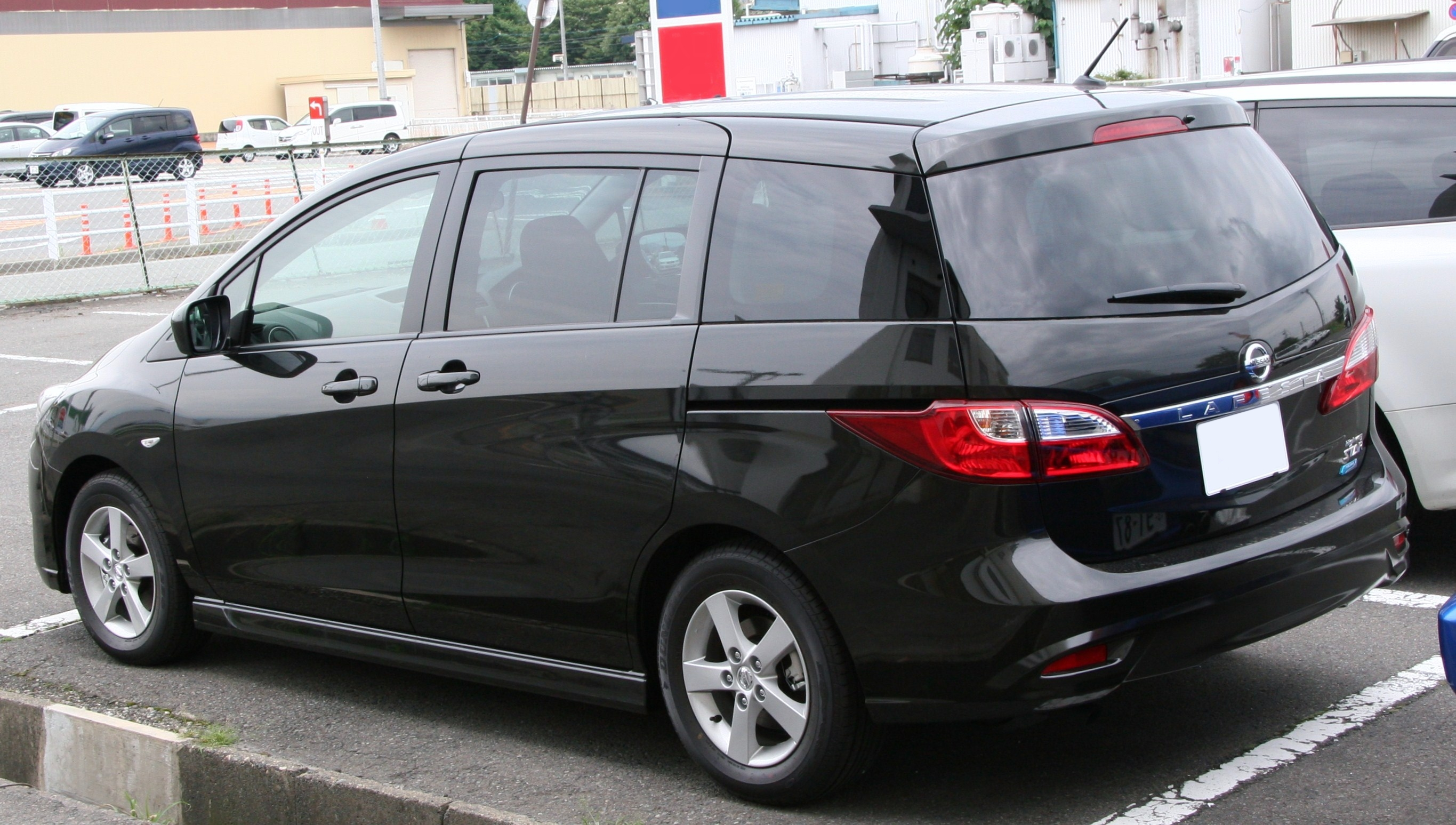
Вид сзади

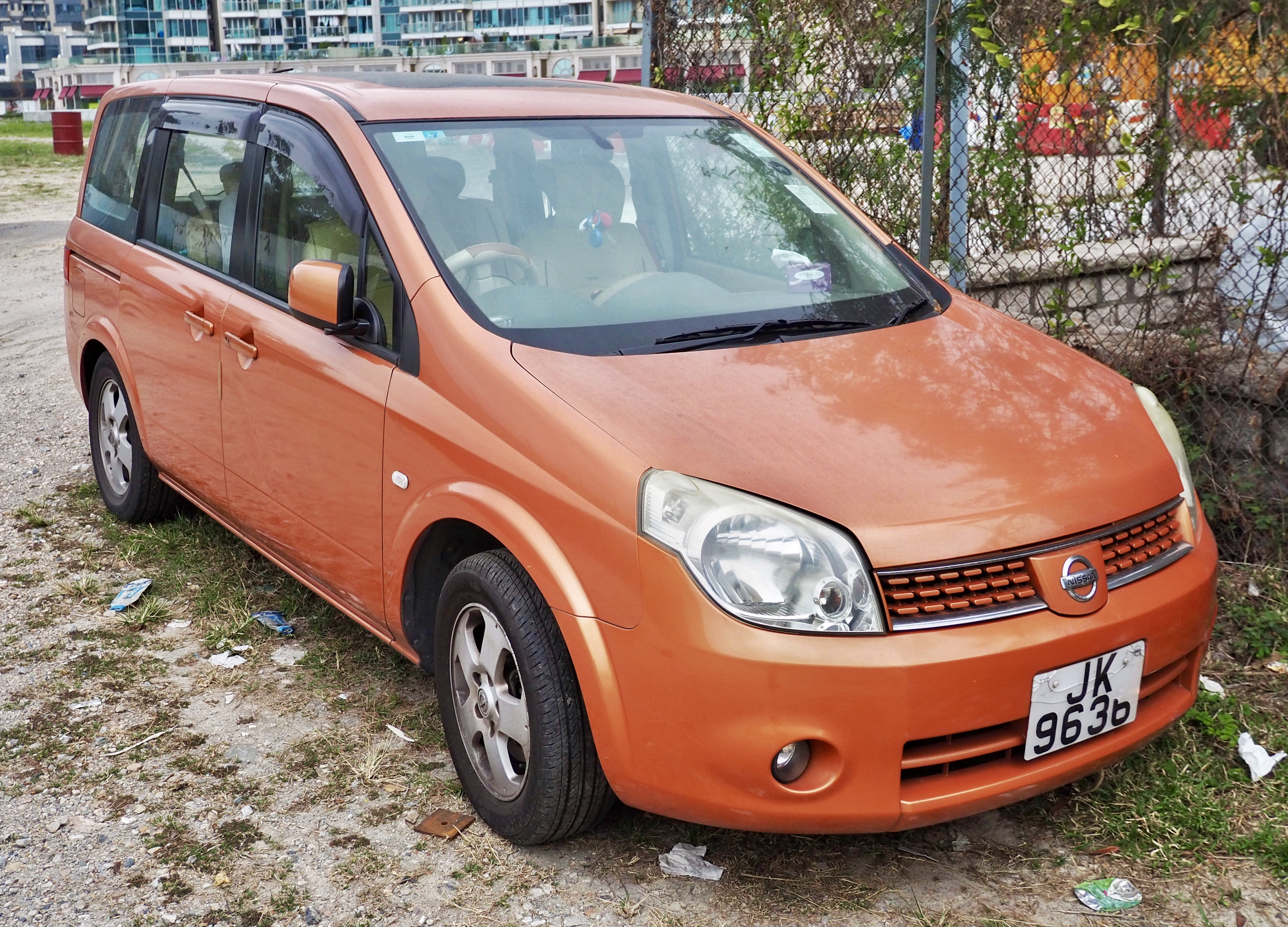
Вид спереди
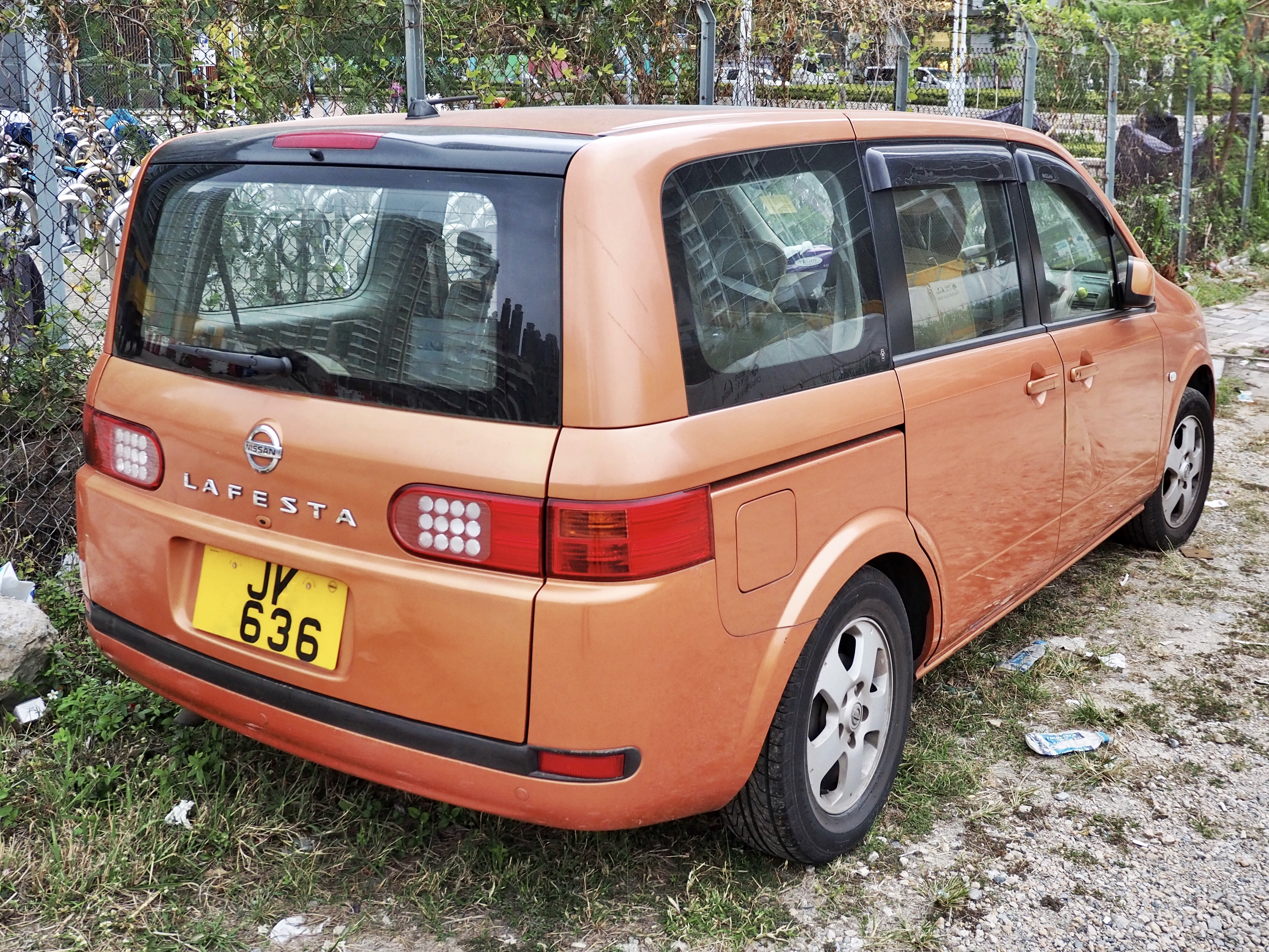
Вид сзади
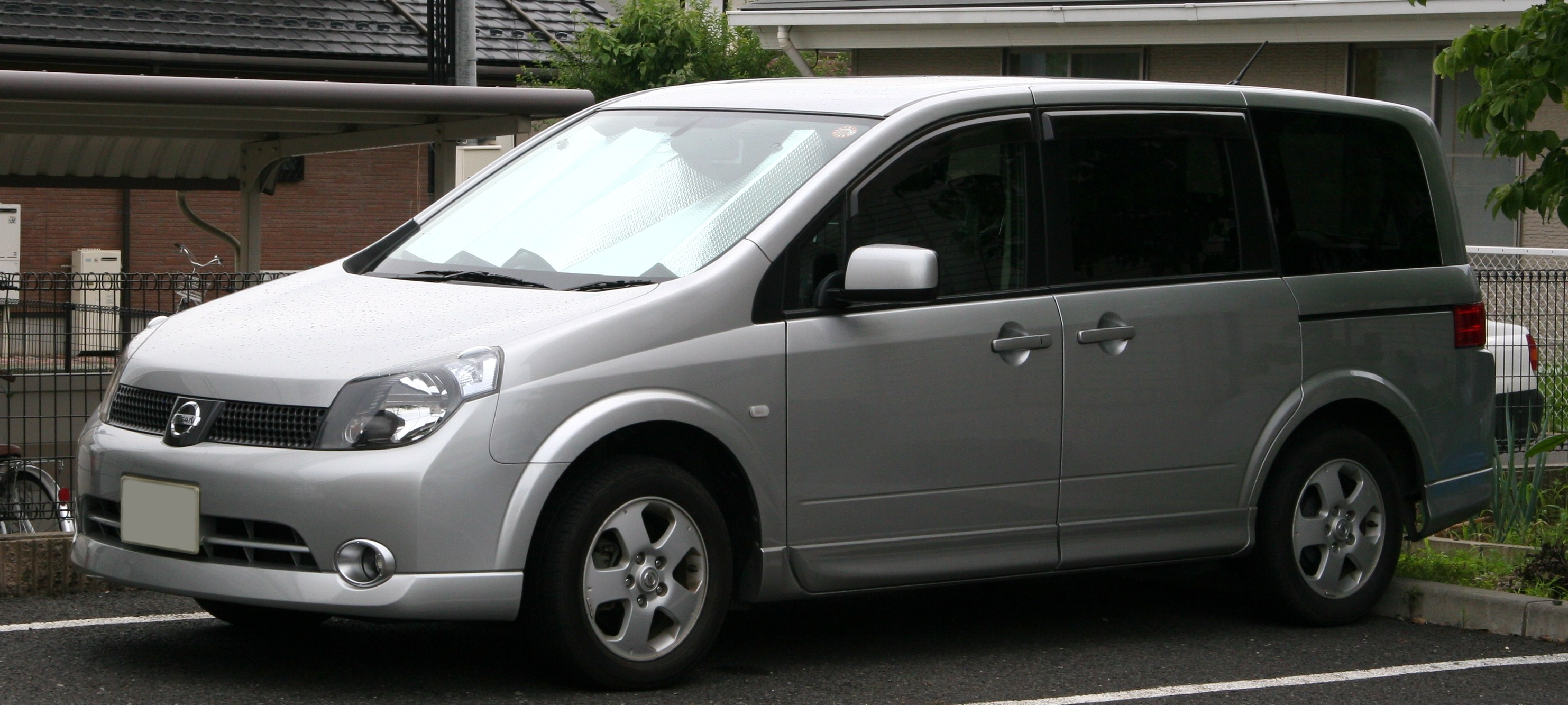
Nissan Lafesta Highway Star
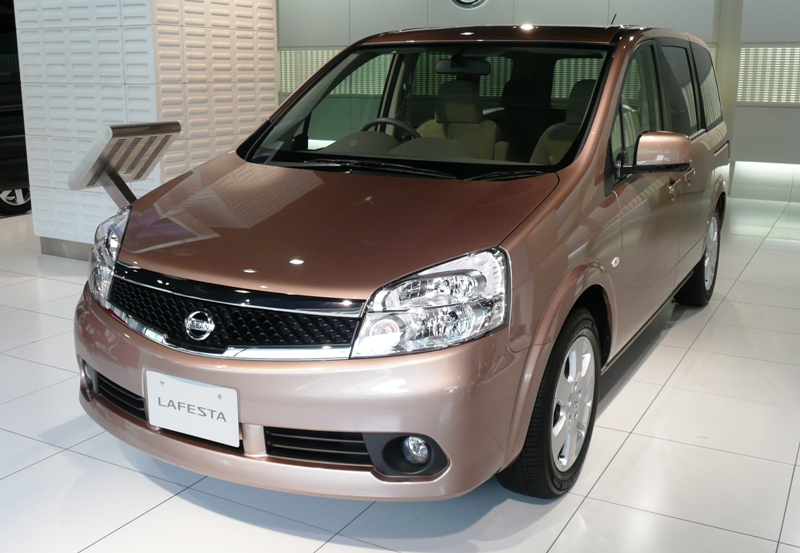
2007 Nissan Lafesta
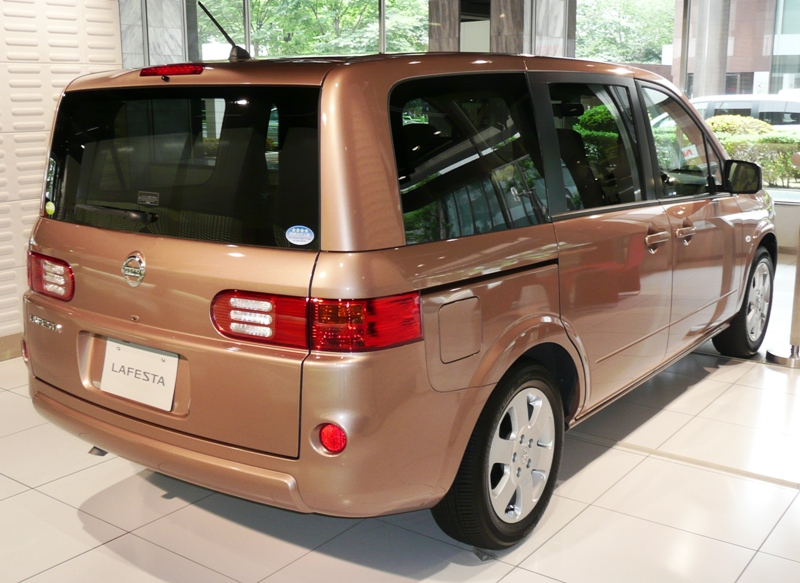
Вид сзади
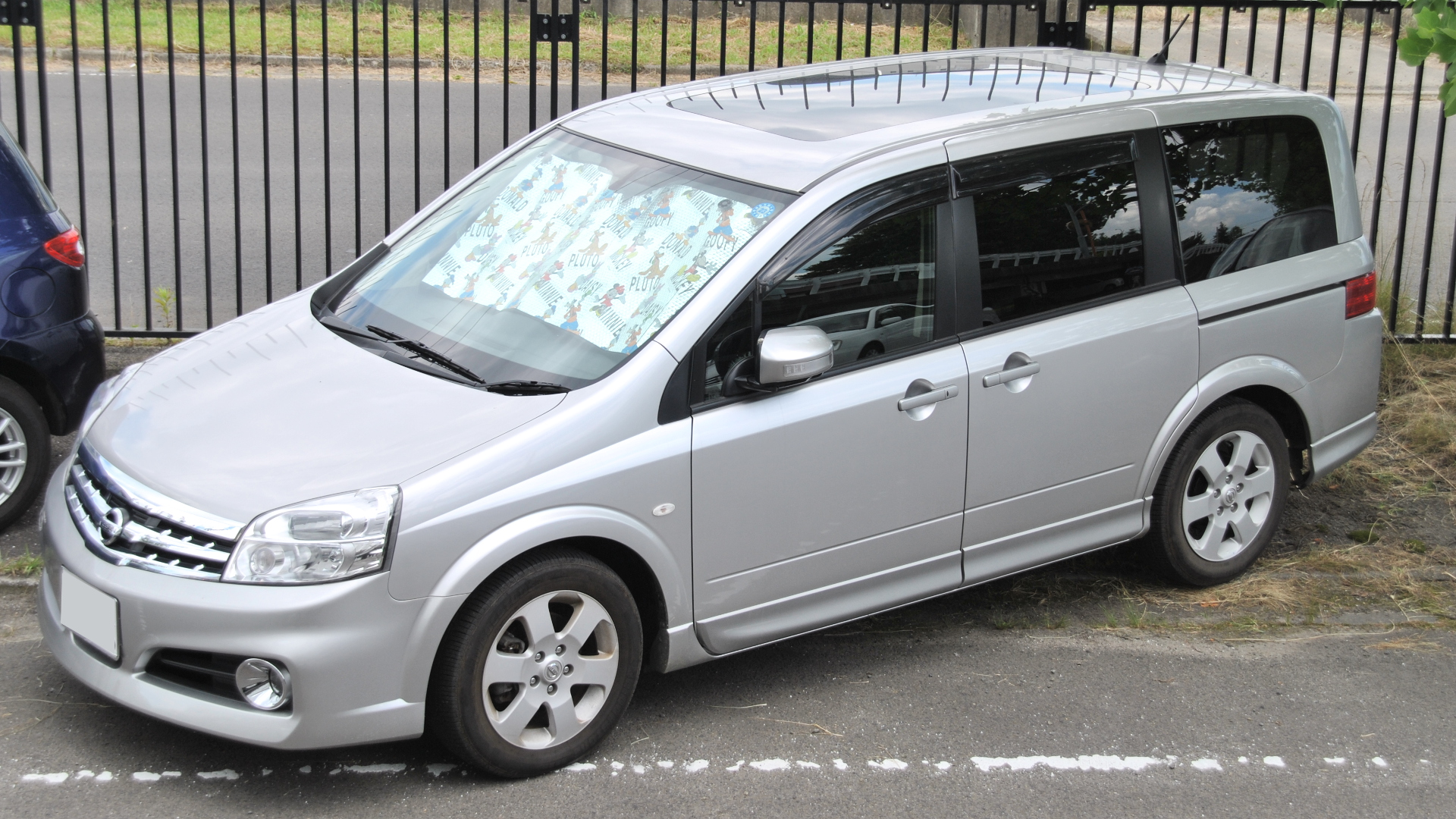
Nissan Lafesta Highway Star
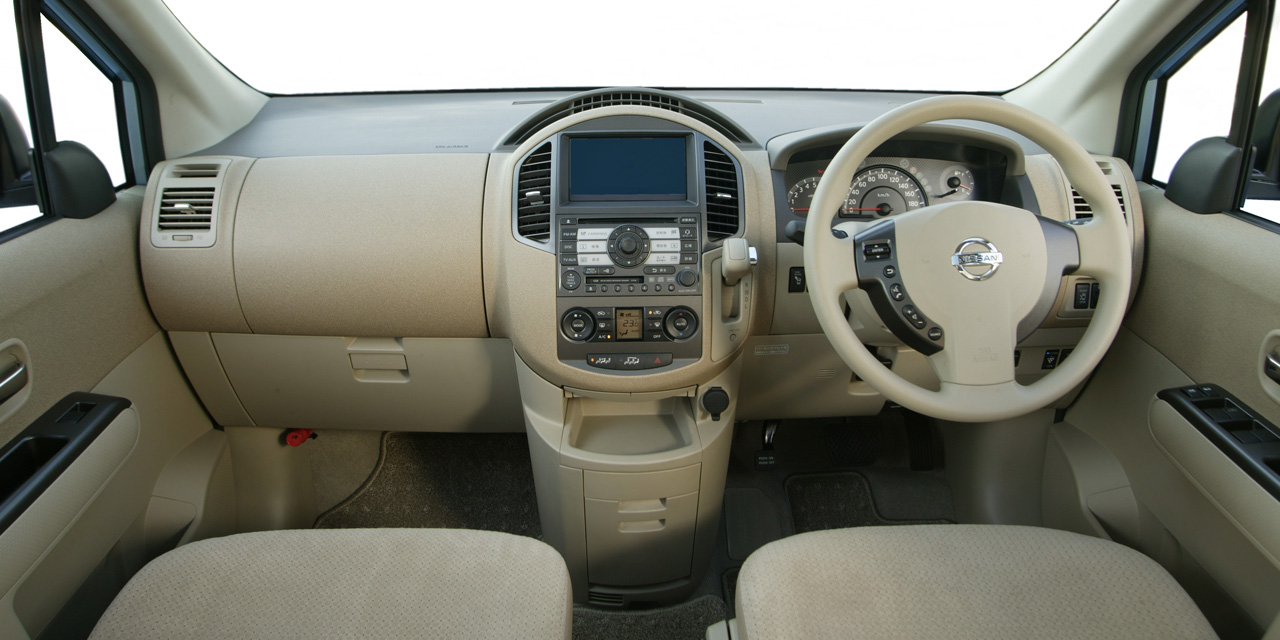
Интерьер

## Второе поколение
Второе поколение автомобилей Nissan Lafesta выпускалось с мая 2011 по декабрь 2017 года на базе третьего поколения Mazda Premacy. Продажи начались 15 июня 2011 года. Продажи автомобиля завершились 24 марта 2018 года.

### Галерея
- Вид спереди
- Вид сзади